# Hitomaro (krater)
Hitomaro är en nedslagskrater på planeten Merkurius, med en diameter på ungefär 105 kilometer.
1976 uppkallades kratern efter den japanske författaren Kakinomoto no Hitomaro.